# Thomas Blamey
Thomas Albert Blamey (Wagga Wagga, Nueva Gales del Sur, 24 de enero de 1884 - Heidelberg, Victoria, Australia, 27 de mayo de 1951) fue un general australiano que sirvió durante la Primera y la Segunda Guerra Mundial, y el único australiano que alcanzó el rango de mariscal de campo.
Blamey se unió al ejército australiano como soldado regular en 1906, y asistió a Escuela de Estado Mayor en Quetta. Durante la Primera Guerra Mundial participó en el aterrizaje en Anzac Cove el 25 de abril de 1915, y sirvió como oficial de Estado Mayor en la Campaña de Gallipoli, donde fue mencionado en los despachos por una atrevida incursión tras las líneas enemigas. Más tarde sirvió en el Frente Occidental, donde se distinguió en la planificación de la batalla de Pozières. Fue ascendido a la categoría de General de Brigada, y sirvió como jefe del Estado Mayor del Cuerpo de Australia con el Teniente general Sir John Monash, que acredita que fue un factor en el éxito de los cuerpos en la batalla de Hamel, la Batalla de Amiens y en la Batalla de la Línea Hindenburg.
Después de la guerra Blamey fue Subjefe del Estado Mayor y estuvo involucrado en la creación de la Real Fuerza Aérea Australiana. Renunció al ejército regular en 1925 para convertirse en Comisario Jefe de la Policía de Victoria, pero se mantuvo en la milicia, llegando a comandar la 3.ª División en 1931. Como Comisionado en Jefe, Blamey se dedicó a tratar con las quejas que habían conducido a la huelga de la policía victoriana, y las innovaciones implementadas, tales como perros en la policía y los vehículos con equipamiento de radio. Su mandato como Comisario en Jefe se vio empañado por un escándalo en el que se encontró su placa de policía en un burdel, y un posterior intento de encubrir el asesinato de un oficial de policía condujo a su dimisión forzada en 1936. Más tarde hizo transmisiones semanales en los asuntos internacionales en la estación de radio de Melbourne 3UZ. Nombrado presidente del Comité de Recursos Humanos del Gobierno Federal y el Contralor General de la Contratación en 1938, encabezó una exitosa campaña de reclutamiento que se duplicó el tamaño de la milicia de voluntarios a tiempo parcial.
Durante la Segunda Guerra Mundial mandó a la Segunda Fuerza Imperial Australiana y en el Medio Oriente. En este último mandó a las tropas australianas y de la Commonwealth en la desastrosa batalla de Grecia. En su antiguo papel, trató de proteger los intereses de Australia contra los comandantes británicos que trataban de dispersar sus fuerzas en todo tipo de misiones. Fue nombrado comandante en jefe en el Medio Oriente, y fue ascendido a General en 1941. En 1942, regresó a Australia como Comandante en Jefe de la Fuerzas Militares de Australia y Comandante de las Fuerzas Terrestres Aliadas en la Zona Sur del Pacífico Occidental, bajo el mando del General Douglas MacArthur y el El primer ministro John Curtin. Durante la campaña de Salamaua-Lae Blamey quien la había planeado y ejecutado salió victorioso. Sin embargo, durante las campañas finales de la guerra se enfrentó las críticas vociferantes de la actuación del Ejército. Él firmó el tratado de la rendición en nombre de Australia en la rendición de Japón en la ceremonia de la bahía de Tokio, el 2 de septiembre de 1945, y más tarde personalmente aceptó la rendición japonesa en Morotai. Fue ascendido a mariscal de campo en junio de 1950.